# Orendain
Orendain en basque ou Orendáin en espagnol est une commune du Guipuscoa dans la communauté autonome du Pays basque en Espagne.

## Étymologie
Selon des philologues comme Julio Caro Baroja ou L.M. Mujika les toponymes basques qui se terminent en -ain sont pour la plupart le fruit de l'évolution du suffixe latin -anum. À l'origine ce suffixe - anum était uni généralement à un nom propre et indiquait une propriété de caractère rustique. Dans le cas d'Orendain, ces philologues proposent la possibilité que ce nom était Aurentius. Cette hypothèse philologique remonterait l'origine à de la ville d'Orendáin de l'époque romaine. En Navarre il existe un quartier appelé Orendain dans la commune de Guirguillano.
Le nom de la commune a été écrit historiquement comme Orendáin, mais en 1988 quand la commune a récupéré son indépendance il s'est inscrit sous le nom d'Orendain (sans tilde). Ceci est dû au fait qu'en basque moderne on n'utilise pas ce signe orthographique, bien que l'accentuation soit comme en Espagnol. La prononciation basque est très semblable au castillan, il est prononcé comme Orendáiñ, avec un n lisse.
Le gentilé de ses habitants est orendaindarra, formé par le nom de la ville et du suffixe -(d)ar qui, en basque est appliqué pour créer les gentilés. Il est le même pour hommes et femmes, comme toujours en basque puisqu'il n'existe pas de genre.

## Géographie
Orendáin se trouve dans la zone centre-sud de la province du Gipuzkoa. La ville est située sur un plateau qui fait partie des derniers contreforts de la Sierra d'Aralar et qui domine la vallée de la rivière (rio) Oria à 329 mètres d'altitude. À l'est et ouest des deux vallées qui limitent la commune, avec les cours d'eau Ibiur et d'Amezketa respectivement, de limites municipales.
Presque toute la commune est couverte de prés et de cultures de type atlantique, outre des plantations de conifères. Dans quelques zones on conserve des morceaux du mélange atlantique chêne-forêts.

## Quartiers
La commune a un habitat dispersé typique du milieu rural basque. Le noyau de la population, avec l'église, la mairie, la place, etc., concentre un peu moins de 40 % de la population de la commune.
Le reste de la population vit dispersée dans des fermes (caseríos) sur le territoire communal. Avec la seule exception du quartier d'Astizaldea, qui se trouve dans le croisement de la route qui va d'Alegia à Abaltzisketa avec le chemin qui monte vers le village, on ne peut pas dire qu'il y ait d'autres quartiers dans la commune, puisque des quartiers comme Baldanalde ou Egileor ne sont pas plus que des dénominations génériques avec lesquelles on groupe les fermes qu'il y a dans une partie ou une autre de la commune.

## Localités limitrophes
Orendain est limité par le nord avec les communes d'Ikaztegieta et d'Alegia, au sud par Amezketa, Gainza et Abaltzisketa. À l'est ses limites sont avec Alegia et d'Amezketa et à l'ouest Ikaztegieta, Legorreta et Baliarrain.
Les accès à Orendain s'effectuent à travers une route locale qui unit Alegia avec Abaltzisketa. Cette route traverse le territoire municipal d'Orendain de nord à sud et passe par le quartier d'Astizaldea, d'où part une bretelle qui arrive au noyau du village. D'autres routes passent par les vallées Ibiur et d'Amezketa, mais touchent seulement tangentiellement le territoire municipal d'Orendain. Orendain est à 5,5 km d'Alegia et à 4,5 km d'Abaltzisketa. La localité la plus proche est Ikaztegieta à 3,5 km de distance. Baliarrain est aussi très près en ligne droite, mais par route à 7 km. Tolosa, la tête de la comarque est à 11 km et Saint-Sébastien à 36 km.
Il existe une ligne d'autobus régulière qui communique Toulouse avec Orendáin.

## Histoire

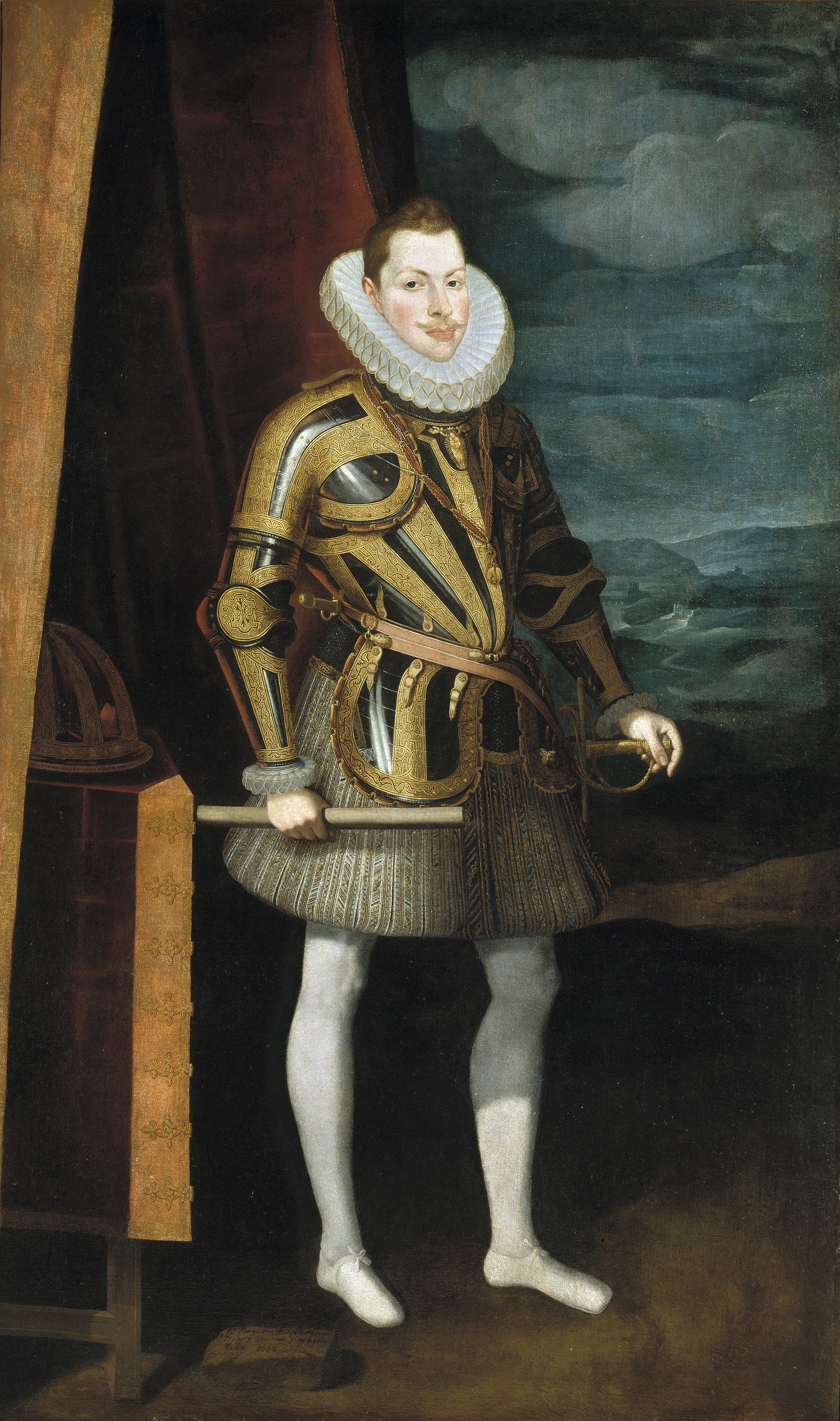
Philippe III d'Espagne

On ne sait pas quand est apparue cette ville, même si l'étude philologique de son nom pouvait remonter son origine à l'époque romaine. En 1374 apparaît Orendain dans l'histoire comme étant rattachée à ville de Tolosa. Le village cherchait avec ce rattachement la protection des desmanes des Parientes Mayores (chefs banderizos (guerre des bandes) des lignées locales). Dans cette union, Orendain était soumis à la juridiction de Tolosa et devait contribuer aux frais communs des villes, mais d'autre part maintenait ses territoires amojonadas et une certaine autonomie administrative. Avec le passage des années Orendain est arrivé à avoir un maire pedáneo.
Plus de deux siècles plus tard, une fois disparue la menace des guerres "banderizas", qui avaient été la cause de leur union avec Tolosa, Orendain a cherché l'autonomie totale en ce qui concerne la ville tolosane. Celle-ci a été obtenue durant l'année 1615 quand le roi Philippe III lui a accordé le titre de villa en échange de 2 325 ducats. Quelques années plus tard on l'a uni aux villes voisines d'Icazteguieta et d'Alegia pour former l'Unión d'Aizpurua, auquel des années plus tard on unira Altzo. Cette union qui subsistera jusqu'au XIXe siècle permit à de petites villes de se payer un représentant commun dans les Juntes Générales de la province. Orendain a aussi pris part, historiquement, à la Mancomunidad d'Enirio de Aralar, ce pourquoi il jouira des pâtures de la Sierra d'Aralar, de manière conjointe avec d'autres localités de la zone.
En 1967 Orendain a fusionné avec les communes voisines de Baliarrain et d'Ikaztegieta pour former la commune d'Iruerrieta. Cette commune s'est dissoute en 1988, Orendain récupérant son autonomie.

## Patrimoine

### Patrimoine civil
La mairie d'Orendain, situé dans son petit noyau urbain, est un des rares d'exemples de style néo-classique pur dans l'architecture civile du Guipuzkoa. Il a été construit durant le XIXe siècle.
Dans l'architecture populaire, le remarquable Iramendi caserío (ferme Iramendi), la plus ancienne de la commune. La plupart des fermes remarquables ont été construites aux XVIIe et XVIIIe siècles.

### Patrimoine religieux
- L'Église paroissiale de l'Asomption (Andra Maris) possède de grandes dimensions pour être l'édifice d'une localité tellement petite et il est visible de très loin. Elle garde les grandes lignes du XVIe siècle. À souligner sa remarquable tour-clocher, les chapiteaux de l'intérieur et le Christ de style plateresque qu'il garde.
- L'Ermitage de Saint-Sébastien, dans lequel a lieu une procession le 20 janvier.

## Personnalités
- Jesús Garmendia: cavalier qui participa aux épreuves hippiques (sauts). Il est actuellement un des meilleurs de ce sport au niveau national. Il a été champion national en 2004 et a gagné la coupe du président du gouvernement en 2005.

### Sources
- (es) Cet article est partiellement ou en totalité issu de l’article de Wikipédia en espagnol intitulé « Orendáin » (voir la liste des auteurs).